# Бут, Макс Александрович
Макс Алекса́ндрович Бут (англ. Max Boot; род. 1969, Москва) — американский военный историк.

## Биография
Родился в семье русских евреев, эмигрировавших в Лос-Анджелес.
Окончил Калифорнийский университет в Беркли (бакалавр истории, 1991) и Йельский университет (магистр дипломатической истории, 1992).
В 1992—1994 годах работал в The Christian Science Monitor.
В настоящее время ведущий научный сотрудник Совета по международным отношениям, ответственный редактор The Weekly Standard и еженедельный обозреватель Los Angeles Times, также постоянный автор The Washington Post и The New York Times. Состоит консультантом при Вооружённых силах США в должности члена консультативной группы Объединённого комитета начальников штабов ВС США по трансформации, и постоянным лектором при их учебных заведениях, в частности в колледжах Army War и Command and General Staff.
Работал советником по внешней политике сенатора Маккейна во время его участия в президентских выборах в США 2008 года.
В 2019 году подписал «Открытое письмо против политических репрессий в России».
Соавтор Sue Mi Terry.

## Статьи
- Палестинскую проблему эксплуатируют все кому не лень
- Макс Бут «Борьба за трансформацию военной сферы» Архивная копия от 8 января 2011 на Wayback Machine